# Gemma Mengual
Gemma Mengual Civil (Barcelona, 12 de abril de 1977) é uma nadadora sincronizada espanhola. Competiu em quatro edições de Jogos Olímpicos: 2000, 2004, 2008 e 2016. Em Pequim conquistou duas medalhas de prata. 

## Carreira
Em Pequim 2008, ganhou a medalha de prata no dueto ao lado, de Andrea Fuentes.

### Aposentadoria
Em 16 de fevereiro de 2012, antes das Olimpíadas de Londres, ela anunciou sua retirada das competições.

### Rio 2016
Mesmo após o anuncio oficial a imprensa espanhola, ela voltou atrás e competiu na Rio 2016, com Ona Carbonell, onde terminou na quinta colocação no dueto.